# DNAI1
DNAI1‏ (Dynein axonemal intermediate chain 1) هوَ بروتين يُشَفر بواسطة جين DNAI1 في الإنسان.